# Copiula pipiens
Espèce
Statut de conservation UICN

 DD  : Données insuffisantes
Copiula pipiens est une espèce d'amphibiens de la famille des Microhylidae.

## Répartition
Cette espèce est endémique de Nouvelle-Guinée. Elle se rencontre, :
- dans les environs de Wewak sur la côte nord de la Papouasie-Nouvelle-Guinée ;
- sur l'île Yapen, dans la province indonésienne de Papouasie, entre 620 et 680 m d'altitude.

## Description
Copiula pipiens mesure de 23 à 25 mm pour les mâles et en moyenne 28 mm pour les femelles. Son dos est orange rosé ; son ventre est beige et présente des taches brunes.

## Étymologie
Son nom d'espèce, du latin pipiens, « qui piaule », lui a été donné en référence à son cri d'appel particulièrement aigu.

## Publication originale
- Burton & Stocks, 1986 : A new species of terrestrial microhylid frog from Papua New Guinea. Transactions of the Royal Society of South Australia, vol. 110, p. 155-158 (texte intégral).